# Claus Bastian
Claus Bastian (* 23. März 1909 in Biebrich am Rhein; † 26. Juni 1995 in München) war deutscher Maler, Bildhauer, promovierter Jurist und der erste Häftling im KZ Dachau (Häftlingsnr. 1).

## Leben
Claus Bastian, der aus großbürgerlichen Verhältnissen stammte, wuchs gemeinsam mit seinen fünf Geschwistern in Utting am Ammersee auf. Sein Vater Richard Bastian war ein bekannter Ingenieur, der leitend am Hafenausbau europäischer Großstädte beteiligt war und als Konstrukteur des Profils der Eisenbahnschiene bekannt wurde. Seine Schulausbildung unterbrach Bastian für zwei Jahre, in denen er als Schäfer, Schmied und Landwirt tätig war. Nach dem Abschluss seiner Schullaufbahn studierte er an der Universität München Rechtswissenschaften. Ab 1929 studierte Bastian ein Jahr an der Sorbonne, arbeitete nebenbei als Stepptänzer im Folies Bergère und bewegte sich gesellschaftlich in Künstlerkreisen.
Nach seiner Rückkehr nach Deutschland wurde er kurzzeitig Mitglied der KPD, gründete den marxistischen Studentenbund und war Anfang der 1930er Jahre Hochschulmeister im Boxen. Er setzte sich an der Universität München für den Rechtsgelehrten Hans Nawiasky ein, dem von SA-Angehörigen Prügel angedroht wurden.

### Zeit des Nationalsozialismus
Am 9. März 1933 wurde Bastian verhaftet und nach Gefängnisaufenthalten von Landsberg am Lech am 22. März 1933 mit weiteren Häftlingen zur nicht mehr betriebenen Pulver- und Munitionsfabrik nahe Dachau verbracht. Im KZ Dachau wurde er als erster Häftling registriert und nach schwerer Haftzeit ohne Begründung im September 1933 aus dem KZ entlassen. Danach konnte Bastian promovieren und seine Referendariatszeit bei der Münchner Handelskammer absolvieren. 
Von 1936 bis 1938 lebte er mit seiner Familie in einem Haus der Künstlerkolonie Dachau und bewirtschaftete anschließend ein landwirtschaftliches Gut in Tirol. Zum Krieg gegen die Sowjetunion wurde Bastian als Soldat eingezogen, gab jedoch später an, nicht einen Schuss abgegeben zu haben. Vor Kriegsende wurde er aufgrund von „Beleidigung des Führers“ und „Selbstverstümmelung“ vor ein Kriegsgericht gestellt und entging einem Todesurteil.

### Nach Kriegsende
Nach Kriegsende war Bastian als niedergelassener Rechtsanwalt tätig und vertrat hauptsächlich Verfolgte des NS-Regimes, für die er über 2.000 Wiedergutmachungsverfahren durchführte. Bastian vertrat aber auch 1951 vor dem Münchener Schwurgericht den ihm bekannten Karl Friedrich Wicklmayr, der als SS-Mann im KZ Dachau den Kommunisten Sepp Götz erschossen hatte. Wicklmayr wurde vom Landgericht München II 1951 zu sechs Jahren Zuchthaus verurteilt. Er vertrat zudem Albert Schweitzer anwaltlich und war Rechtsberater von Angehörigen der Adalbertinischen Linie der Wittelsbacher.
Von Beginn der 1950er Jahre an betätigte sich Bastian auch künstlerisch. Bekannt sind seine vier Kreuzwege, in denen der Leidensweg Jesu Christi dargestellt wird. Der bekannteste befindet sich in der Kirche „Zur Göttlichen Vorsehung“ in Königsbrunn. Zwei weitere Kreuzwege befinden sich in Münchner Kirchen. Des Weiteren gestaltete Bastian zwei Brunnen in München, den „Drei-Wasser-Speier“ sowie die „Flache Schale“. 
Bastian, der sich keiner Kunstrichtung zuordnen lässt, malte auch zahlreiche Ölbilder. Seine künstlerischen Schwerpunkte lagen in der Darstellung von Frauen sowie dem menschlichen Leid. Bastian zu Ehren wurde in Utting auf dem ehemaligen Dyckerhoff-Gelände eine Straße nach ihm benannt. Bastian starb Ende Juni 1995 in München.